# Australijskie miejsca zesłańców
Australijskie miejsca zesłańców – grupa jedenastu ośrodków penitencjarnych wybudowanych przez administrację Imperium Brytyjskiego na terytorium Australii. Pochodzą z XVIII i XIX wieku. W 2010 roku zostały wpisane na listę światowego dziedzictwa UNESCO. Przygotowania do nominacji na listę UNESCO rozpoczęły się w 1995 roku, a w 2008 roku obiekt został zgłoszony, jednak nie został wpisany.

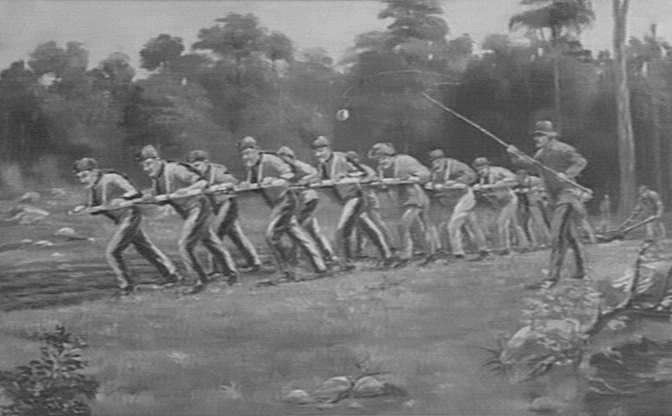
Skazani robotnicy, zdjęcie pochodzi z początku XX wieku

## Lista zakładów karnych
Poniższa tabela przedstawia zakłady karne wpisane na listę światowego dziedzictwa UNESCO:
| #  | Nazwa zakładu                            | Zdjęcie | Położenie                         |
| -- | ---------------------------------------- | ------- | --------------------------------- |
| 1  | Kingston and Arthur's Vale Historic Area |         | Kingston, Norfolk                 |
| 2  | Old Government House                     |         | Parramatta, Nowa Południowa Walia |
| 3  | Hyde Park Barracks                       |         | Sydney, Nowa Południowa Walia     |
| 4  | Posiadłość Brickendon                    |         | Longford, Tasmania                |
| 5  | Darlington Probation Station             |         | Tasmania                          |
| 6  | Great North Road                         |         | Hunter, Nowa Południowa Walia     |
| 7  | Cascades Female Factory                  |         | Hobart, Tasmania                  |
| 8  | Port Arthur                              |         | Hobart, Tasmania                  |
| 9  | Coal Mines Historic Site                 |         | Półwysep Tasmana, Tasmania        |
| 10 | Cockatoo Island                          |         | Sydney, Nowa Południowa Walia     |
| 11 | Więzienie we Fremantle                   |         | Fremantle, Australia Zachodnia    |